# Molid sârbesc
Picea omorika, nume comun molid sârbesc (în sârbă Панчићева оморика, în bosniacă Pančićeva omorika, pronunțat [pâːnt͡ʃit͡ɕɛv̞a ɔmɔ̌rika]), este o specie de copaci coniferi, specie endemică în valea râului Drina din vestul Serbiei și din estul Bosniei și Herțegovinei, care crește pe o suprafață totală de numai aproximativ 60 ha, la 800 – 1.600 m altitudine. Molidul sârbesc a fost descoperit inițial în apropierea satului Zaovine (Serbia) de pe Muntele Tara, în 1875, și numit de botanistul sârb Josif Pančić;  Denumirea botanică omorika reprezintă pur și simplu cuvântul sârb pentru „molidul sârbesc”. Toate celelalte specii de molizi sunt numite smrča (смрча). 

## Descriere

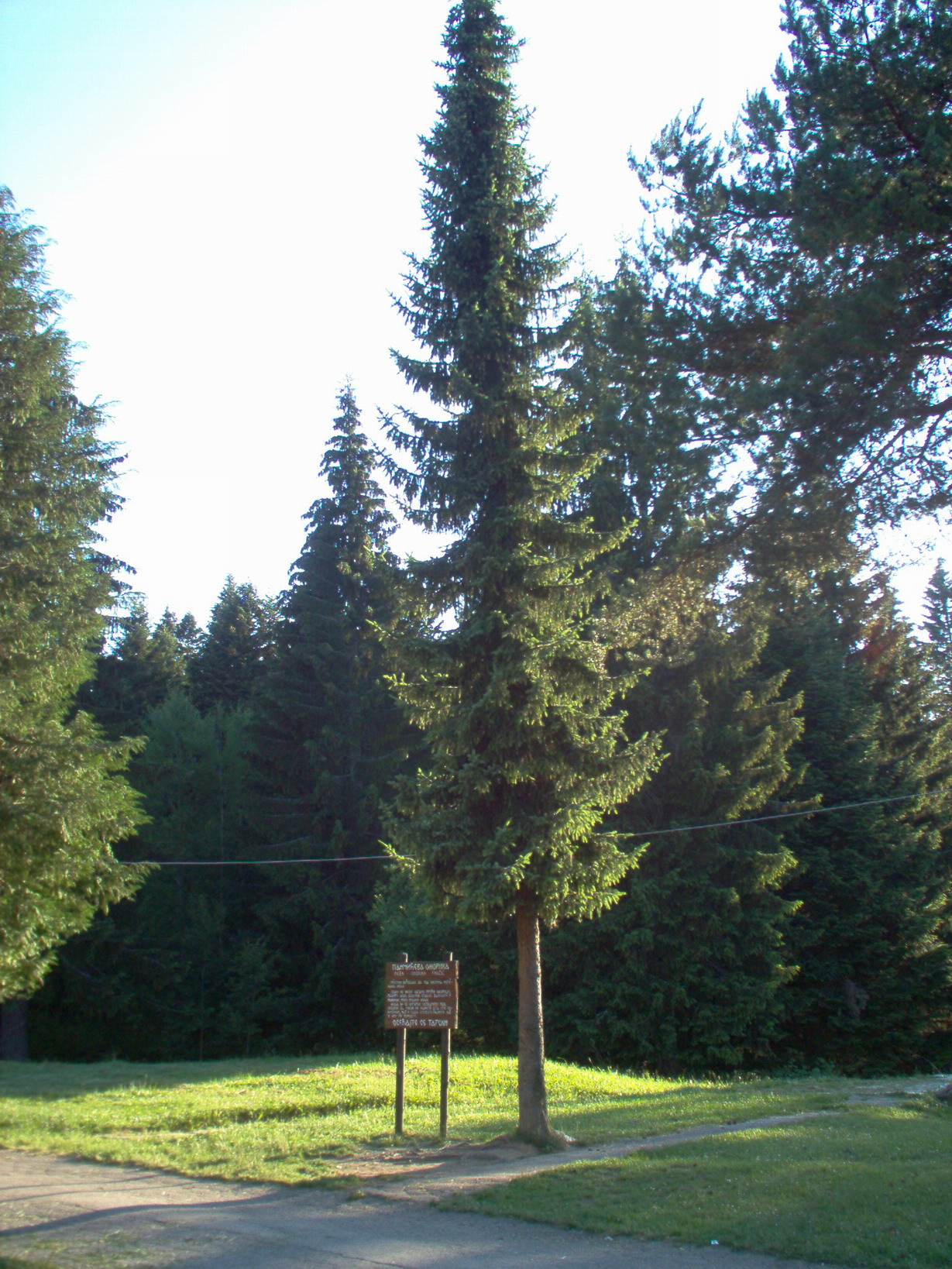
Molid sârbesc în arealul său natural. Observați forma extrem de zveltă a coroanei.

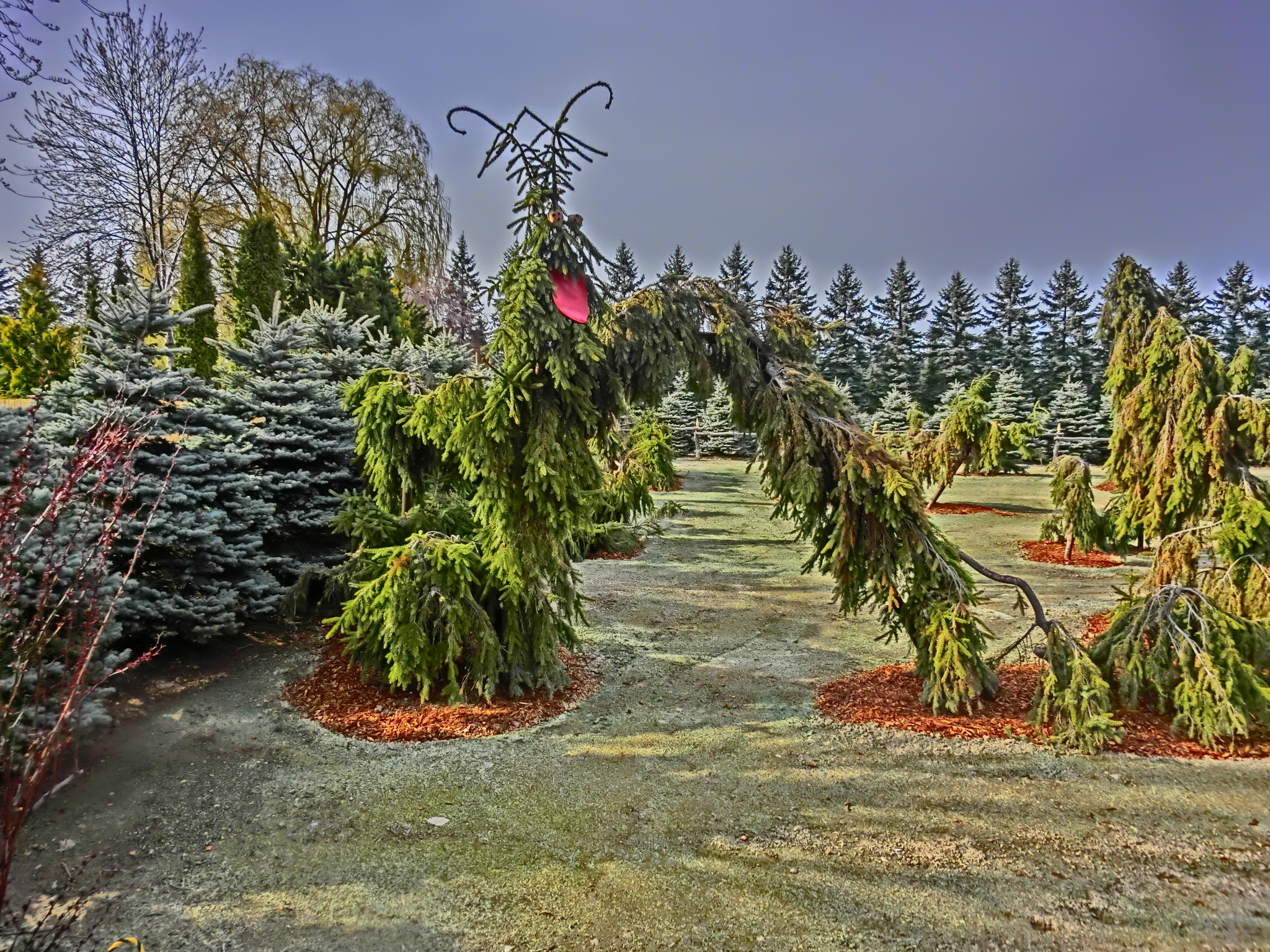
Picea omorika 'Pendula'

Este un copac cu frunze verzi de dimensiuni medii, care crește până la 20 m înălțime, în mod excepțional până la 40 m, cu diametrul trunchiului până la 1 m. Lăstarii sunt brun-maronii și dens-pubescenți (păroși). Frunzele au formă de ac, au 10 - 20 mm lungime, sunt aplatizate în secțiune, de culoare albastru-verde închis deasupra și albastru-alb dedesubt. Conurile au 4 - 7 cm lungime, sunt fusiforme (în formă de fus, cel mai larg la mijloc), de culoare purpuriu-închis (aproape negru) când sunt tinere, la maturitate de culoare brun-închis, la 5 - 7 luni de la polenizare, cu solzi rigizi.

## Cultivare
În afara arealului său natural, molidul sârbesc are o importanță majoră ca arbore ornamental în grădinile mari, este apreciat în nordul Europei și în America de Nord pentru forma foarte atractivă a coroanei și capacitatea de a crește pe o gamă largă de soluri, inclusiv alcaline, argile, acide și nisipoase, deși preferă nisipul cu foarte puțin lut (loam), umede și drenate. 
De asemenea, este cultivat într-o mică măsură în silvicultură ca pom de Crăciun, pentru producția de cherestea și hârtie, în special în nordul Europei, deși creșterea sa lentă îl face mai puțin important decât molidul de Sitka sau molidul norvegian. Pentru cultivare, s-au produs hibrizi cu molidul negru asemănător P. × Machala și, de asemenea, cu molidul de Sitka.
Următoarele variante de cultivare au câștigat Premiul Garden Merit al Societății Horticole Regale (britanice) P. omorika,  ′Nana′,  (formă pitică) ′Pendula′  (formă plângătoare). 

## Ecologie
Datorită arealului redus, nu este o sursă importantă de hrană pentru fauna sălbatică, dar poate susține păsări și mamifere mici. Înainte de epoca glaciară din Pleistocen, această specie a avut o răspândire mult mai mare în cea mai mare parte a Europei.